# Jacques Tauran
Jacques Tauran (ur. 7 maja 1930 w Bois-Colombes, zm. 29 lutego 1996) – francuski polityk i wydawca, eurodeputowany III kadencji.

## Życiorys
Studiował prawo na Uniwersytecie Paryskim, kształcił się również w Institut Catholique. Był oficerem sił powietrznych, później pracował w branży wydawniczej. Zaangażował się w działalność polityczną w ramach Frontu Narodowego, został członkiem biura politycznego tego ugrupowania. W latach 1989–1994 z ramienia FN sprawował mandat posła do Parlamentu Europejskiego III kadencji. Pracował w Komisji ds. Transportu i Turystyki, był członkiem prezydium Grupy Technicznej Prawicy Europejskiej.